# Музей Товариства дослідників Волині
Музей Товариства дослідників Волині, Волинський центральний музей.
Заснований на початку 1900-х рр. (за різними даними, 1900—1902) в Житомирі при громадській інституції, яка відігравала роль одного з визначних краєзнавчих центрів України початку XX ст. (див. Товариство дослідників Волині). Успадкував колекції першого житомирського музею, що діяв з 1865 р. при Публічній бібліотеці.
Активну участь у поповненні та науковому опрацюванні матеріалів музею брали члени товариства, зокрема географ і метеоролог С. Бржозовський — хранитель, потім — завідувач музею (з 1911), історик О. Фотинський, етнограф В. Г. Кравченко, археолог і етнограф М. Бєлонін, історик, археолог, географ Я. Яроцький, геолог С. Бєльський, ентомолог А. Ксенжопольський, фольклорист П. Абрамович й ін.
Значну роль у діяльності музею та його подальшому виокремленні в самостійну установу відіграв віце-голова (з 1910) та практично керівник товариства — відомий вчений, геолог і географ П. Тутковський, який передав до музейних фондів частину своїх колекцій. За клопотанням ученого в 1911 р. музей переїхав до нового приміщення — Будинку працелюбства. Того ж року заклад отримав назву Волинський центральний музей, з 1 січня 1914 р. — статус самостійної установи. На той час зібрання музею налічувало 8292 одиниці зберігання і складалося з 4 відділів — природничо-історичного, етнологічного, економічного, історичного (з підвідділами: історія політична і побутова, архівознавство, археографія, археологія, нумізматика, геральдика й ін.).
У 1920-ті рр. функціонував як Волинський науково-дослідний музей (нині Житомирський краєзнавчий музей).